# نوورسمکه‌یوو
نوورسمکه‌یوو (انگلیسی: Novoresmekeyevo) یک شهرک در شهرستان چکماگوشفسکی استان باشقیرستان کشور روسیه است.